# Pastebin.com
Pastebin.com és un lloc web/aplicació web que permet als seus usuaris l'emmagatzematge de text pla per a compartir, generalment fragments de codi font. Ês de codi obert i serveix com a model per a molts projectes similars anomenats genèricament pastebins. El registre com a usuari és opcional i gratuït.
Presenta com a funcionalitats:
- ressaltat de sintaxi
- elecció de data de caducitat dels textos
- contrasenya de protecció.

## Història
Pastebin.com va ser creat l'any 2002 per Paul Dixon. Vuit anys després, a 'any 2010, només havia aconseguit tenir 1 milió de pastes(elements compartits), per aquest motiu fou venuda a Jeroen Vader, un empresari holandes d'Internet. Poques setmanes després de la venda, Vader va llançar una versió completament nova de la pàgina web, la v2.0. A principis de 2011 va sortir la v3.0.
A l'octubre del 2011 la quantitat d'elements compartits (pastes) superaven els 10 milions. Abans d'un any, al juliol de 2012, els propietaris van comunicar per Twitter que ja havien superat la marca de 20 milions de pastes actius. El 9 de juny del 2015 assolien 65 milions d'elements compartits actius comentant que el 75% no estaven llistats o eren privats.
Durant les protestes de 2014 a Veneçuela, Pastebin.com va ser bloquejat pel govern del país com un dels llocs on els activistes estaven compartint informació.
Pastebin.com és una font popular d'enllaços del tipus .onion a la Web profunda (Deep Web).